# Virginia Christian

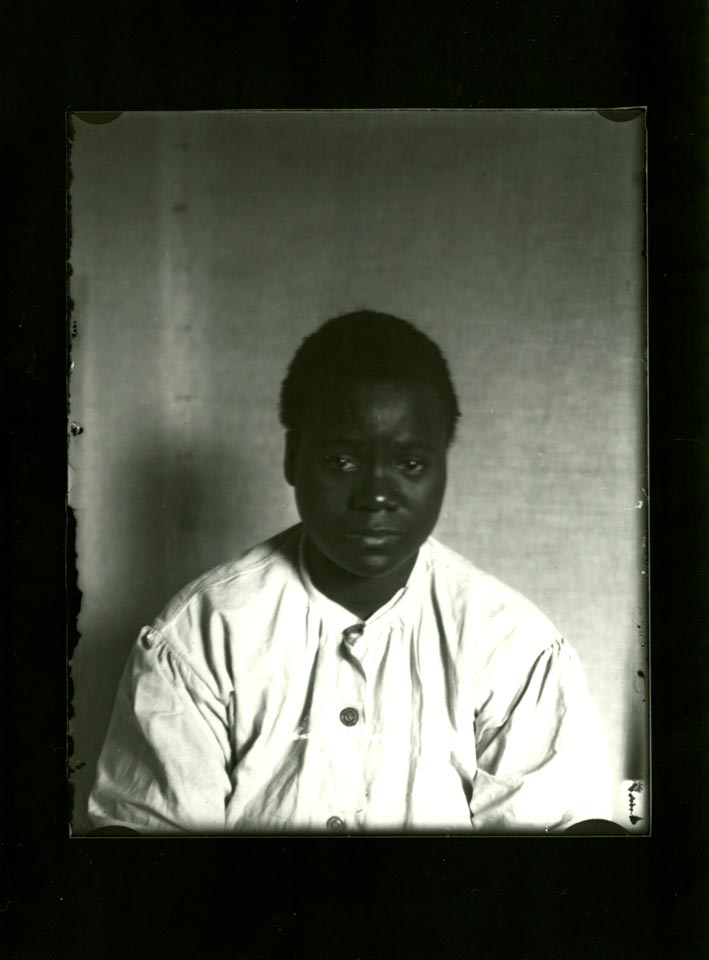

Virginia Christian (ur. 15 sierpnia 1895, zm. 16 sierpnia 1912 w stanie Wirginia) – jedyna niepełnoletnia kobieta stracona na krześle elektrycznym. Była czarnoskórą, skazaną za uduszenie swojego białego pracodawcy w Elizabeth City. Gubernator William Hodges Mann nazwał to najnikczemniejszym morderstwem w historii stanu.
Wyrok wykonano w Więzieniu Stanowym (Virginia State Penitentiary) w Richmond. Była także ostatnią niepełnoletnią kobietą skazaną na śmierć w całych Stanach Zjednoczonych.